# Clytia gardineri
Clytia gardineri är en nässeldjursart som först beskrevs av Browne 1905.  Clytia gardineri ingår i släktet Clytia och familjen Campanulariidae.
Artens utbredningsområde är Indiska oceanen. Inga underarter finns listade i Catalogue of Life.